# Thiverval-Grignon
Thiverval-Grignon – miejscowość i gmina we Francji, w regionie Île-de-France, w departamencie Yvelines.
Według danych na rok 1990 gminę zamieszkiwało 767 osób, a gęstość zaludnienia wynosiła 69 osób/km² (wśród 1287 gmin regionu Île-de-France Thiverval-Grignon plasuje się na 696. miejscu pod względem liczby ludności, natomiast pod względem powierzchni na miejscu 323.).